# Avenida de Berlim
A Avenida de Berlim é uma avenida da cidade portuguesa de Lisboa, situada nas freguesias dos Olivais e Parque das Nações. Até 1964, chamou-se Avenida de Ligação entre Aeroportos ou Avenida Entre-Aeroportos.

## Características
Trata-se de uma avenida vertebral que discorre as freguesias dos Olivais e Parque das Nações, estando localizada nas imediações do Centro Histórico dos Olivais. Atualmente a Avenida de Berlim começa, a leste, no cruzamento com a Avenida Dom João II e a Avenida do Pacífico, nas imediações da Praça do Oriente, e prolonga-se, a Oeste, para o Aeroporto de Lisboa.
O topónimo da Avenida foi atribuído por Edital Municipal de 28 de dezembro de 1964, ao arruamento que, "partindo do Aeroporto passa imediatamente a sul do bairro da Encarnação, cruza a Avenida Infante D. Henrique e atravessa a linha do caminho-de-ferro dirigindo-se ao Rio Tejo".
Na origem deste topónimo está uma carta do embaixador da Alemanha Ocidental solicitando que fosse dado o nome de Berlim à artéria onde se situava a Escola Alemã.
A sua designação inicial era "Avenida de Ligação entre Aeroportos" ou "Avenida Entre-Aeroportos", o qual se deve ao facto de ter sido construída para fazer a ligação do Aeroporto Terrestre da Portela ao Aeroporto Marítimo de Cabo Ruivo, onde amaravam os hidroaviões em Lisboa. 